# Liga de Voleibol Superior Masculino 2002
La Liga de Voleibol Superior Masculino 2002 si è svolta nel 2002: al torneo hanno partecipato 10 franchigie portoricane e la vittoria finale è andata per la terza volta ai Patriotas de Lares.

## Regolamento
La competizione vede le dieci franchigie partecipanti divise in due gruppi da cinque squadre ciascuno, quelle appartenenti allo stesso gruppo si affrontano quattro volte tra loro, mentre si incontrano per tre volte con quelle proveniente dall'altro gruppo:
- Le prime otto classificate accedono ai play-off strutturati in quarti di finali, al meglio delle cinque gare, semifinali e finale, al meglio delle sette gare.

## Squadre partecipanti[1]
| - Caribes de San Sebastián - Criollos de Caguas - Changos de Naranjito - Gigantes de Adjuntas - Leones de Ponce | - Patriotas de Lares - Plataneros de Corozal - Playeros de San Juan - Rebeldes de Moca - Vaqueros de Bayamón |

## Campionato

### Regular season

#### Classifica[1]

##### Girone A
| Pos. | Squadra                  | Pt | G  | V  | P  | SV | SP | Ratio | PF | PS | Ratio |
| ---- | ------------------------ | -- | -- | -- | -- | -- | -- | ----- | -- | -- | ----- |
| 1    | Patriotas de Lares       | 34 | 22 | 17 | 5  |    |    |       |    |    |       |
| 2    | Caribes de San Sebastián | 26 | 22 | 13 | 9  |    |    |       |    |    |       |
| 3    | Gigantes de Adjuntas     | 16 | 22 | 8  | 14 |    |    |       |    |    |       |
| 4    | Rebeldes de Moca         | 16 | 22 | 8  | 14 |    |    |       |    |    |       |
| 5    | Leones de Ponce          | 14 | 22 | 7  | 15 |    |    |       |    |    |       |

##### Girone B
| Pos. | Squadra               | Pt | G  | V  | P  | SV | SP | Ratio | PF | PS | Ratio |
| ---- | --------------------- | -- | -- | -- | -- | -- | -- | ----- | -- | -- | ----- |
| 1    | Changos de Naranjito  | 30 | 22 | 15 | 7  |    |    |       |    |    |       |
| 2    | Criollos de Caguas    | 26 | 22 | 13 | 9  |    |    |       |    |    |       |
| 3    | Vaqueros de Bayamón   | 24 | 22 | 12 | 10 |    |    |       |    |    |       |
| 4    | Plataneros de Corozal | 22 | 22 | 11 | 11 |    |    |       |    |    |       |
| 5    | Playeros de San Juan  | 12 | 22 | 6  | 16 |    |    |       |    |    |       |

| Ai play-off scudetto |

### Play-off[1]
|  | Quarti di finale | Quarti di finale         | Quarti di finale      | Quarti di finale     | Quarti di finale | Quarti di finale | Quarti di finale |                    |                      | Semifinali | Semifinali | Semifinali | Semifinali | Semifinali | Semifinali | Semifinali | Semifinali | Semifinali |  |  | Finale | Finale             | Finale | Finale | Finale | Finale | Finale | Finale | Finale |
|  |                  |                          |                       |                      |                  |                  |                  |                    |                      |            |            |            |            |            |            |            |            |            |  |  |        |                    |        |        |        |        |        |        |        |
|  | 1                | Patriotas de Lares       | ?                     | ?                    | 3                |                  |                  |                    |                      |            |            |            |            |            |            |            |            |            |  |  |        |                    |        |        |        |        |        |        |        |
|  | 8                | Rebeldes de Moca         | ?                     | ?                    | ?                |                  |                  |                    |                      |            |            |            |            |            |            |            |            |            |  |  |        |                    |        |        |        |        |        |        |        |
|  | 8                | Rebeldes de Moca         | ?                     | ?                    | ?                |                  | 1                | Patriotas de Lares | ?                    | ?          | ?          | 3          |            |            |            |            |            |            |  |  |        |                    |        |        |        |        |        |        |        |
|  |                  |                          |                       |                      |                  |                  |                  | Patriotas de Lares | ?                    | ?          | ?          | 3          |            |            |            |            |            |            |  |  |        |                    |        |        |        |        |        |        |        |
|  |                  | 5                        | Vaqueros de Bayamón   | ?                    | ?                | ?                | ?                |                    |                      |            |            |            |            |            |            |            |            |            |  |  |        |                    |        |        |        |        |        |        |        |
|  | 4                | 5                        | Vaqueros de Bayamón   | ?                    | ?                | ?                | ?                | Criollos de Caguas | ?                    | ?          | ?          | ?          |            |            |            |            |            |            |  |  |        |                    |        |        |        |        |        |        |        |
|  | 4                |                          |                       |                      |                  |                  |                  | Criollos de Caguas | ?                    | ?          | ?          | ?          |            |            |            |            |            |            |  |  |        |                    |        |        |        |        |        |        |        |
|  | 5                | Vaqueros de Bayamón      | ?                     | ?                    | ?                | 3                |                  |                    |                      |            |            |            |            |            |            |            |            |            |  |  |        |                    |        |        |        |        |        |        |        |
|  |                  |                          |                       |                      |                  |                  |                  |                    |                      |            |            |            |            |            |            |            |            |            |  |  | 1      | Patriotas de Lares | ?      | ?      | ?      | ?      | ?      | 3      |        |
|  |                  |                          | 2                     | Changos de Naranjito | ?                | ?                | ?                | ?                  | ?                    | ?          |            |            |            |            |            |            |            |            |  |  |        |                    |        |        |        |        |        |        |        |
|  | 3                | Caribes de San Sebastián | ?                     | ?                    | ?                | ?                |                  |                    |                      |            |            |            |            |            |            |            |            |            |  |  |        |                    |        |        |        |        |        |        |        |
|  | 6                | Plataneros de Corozal    | ?                     | ?                    | ?                | 3                |                  |                    |                      |            |            |            |            |            |            |            |            |            |  |  |        |                    |        |        |        |        |        |        |        |
|  | 6                | Plataneros de Corozal    | ?                     | ?                    | ?                | 3                |                  | 2                  | Changos de Naranjito | ?          | ?          | ?          | ?          | 3          |            |            |            |            |  |  |        |                    |        |        |        |        |        |        |        |
|  |                  |                          |                       |                      |                  |                  |                  | 2                  | Changos de Naranjito | ?          | ?          | ?          | ?          | 3          |            |            |            |            |  |  |        |                    |        |        |        |        |        |        |        |
|  |                  | 6                        | Plataneros de Corozal | ?                    | ?                | ?                | ?                | ?                  |                      |            |            |            |            |            |            |            |            |            |  |  |        |                    |        |        |        |        |        |        |        |
|  | 2                | 6                        | Plataneros de Corozal | ?                    | ?                | ?                | ?                | ?                  | Changos de Naranjito | ?          | ?          | ?          | 3          |            |            |            |            |            |  |  |        |                    |        |        |        |        |        |        |        |
|  | 2                |                          |                       |                      |                  |                  |                  |                    | Changos de Naranjito | ?          | ?          | ?          | 3          |            |            |            |            |            |  |  |        |                    |        |        |        |        |        |        |        |
|  | 7                | Gigantes de Adjuntas     | ?                     | ?                    | ?                | ?                |                  |                    |                      |            |            |            |            |            |            |            |            |            |  |  |        |                    |        |        |        |        |        |        |        |